# Ерезінг
Ерезінг (нім. Eresing) — громада в Німеччині, розташована в землі Баварія. Підпорядковується адміністративному округу Верхня Баварія. Входить до складу району Ландсберг. Складова частина об'єднання громад Віндах.
Площа — 14,22 км2. Населення становить 1965 ос. (станом на 31 грудня 2020).